# Synagogue de Stettin (1875-1938)

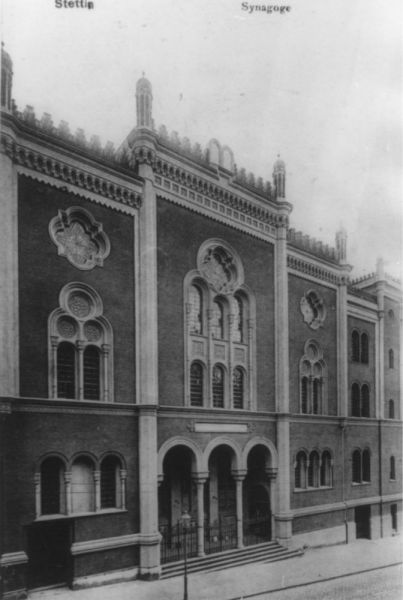
Synagogue de Stettin

La synagogue de Stettin  ou synagogue de Szczecin, inaugurée en 1875, a été détruite en 1938 lors de la Nuit de Cristal comme la plupart des autres lieux de culte juif en Allemagne.
Stettin, ville prussienne depuis 1720, est intégrée en 1871 à l'Empire allemand. Après la Seconde Guerre mondiale, en 1945, elle est attribuée à la Pologne et la population allemande majoritaire est expulsée et remplacée par des Polonais. Elle prend le nom de Szczecin. Située dans la  voïvodie de Poméranie occidentale elle compte actuellement un peu plus de  400 000 habitants.

## Histoire de la synagogue
La communauté juive de Stettin possédait une vieille synagogue, un petit bâtiment en bois situé sur la Grüne Schanze (aujourd'hui 9 rue Dworcowa), à l'extrémité de la vieille ville, construit dans les années 1834-1835. Nous ne savons que peu de chose de cette synagogue sinon que l'entrée est située côté ouest, et qu'au-dessus se trouve une galerie pour les femmes. Compte tenu de la forme irrégulière de la parcelle et de la courbure de la rue, il est peu vraisemblable que l'orientation vers l'est du bâtiment ait été respectée. En 1854, le maître-charpentier Hämmerling construit une extension, ajoutant 33 places pour les hommes; Quatre ans plus tard, l'éclairage au gaz est installé. Le dernier office dans cette synagogue a lieu le 25 janvier 1873.   
En 1860. Il est décidé de construire au même endroit une nouvelle synagogue, permettant d'accueillir un plus grand nombre de personnes. Les préparatifs vont durer jusqu'en 1873, date à laquelle le bâtiment en bois est démoli. 
La pose de la première pierre par le rabbin de l'époque, le Dr Treuenfels, se déroule lors d'une cérémonie officielle le 29 juillet 1873. Un linteau avec l'inscription en hébreu: c’est dans ce lieu que je donnerai la paix, dit l’Éternel des armées est déposé au-dessus des colonnes du portail principal. 
La conception de la synagogue est due aux architectes berlinois de renom Hermann Ende et Wilhelm Böckmann. La gestion de la construction est sous la responsabilité de Conrad Kruhl, architecte en chef de la ville de Stettin. 

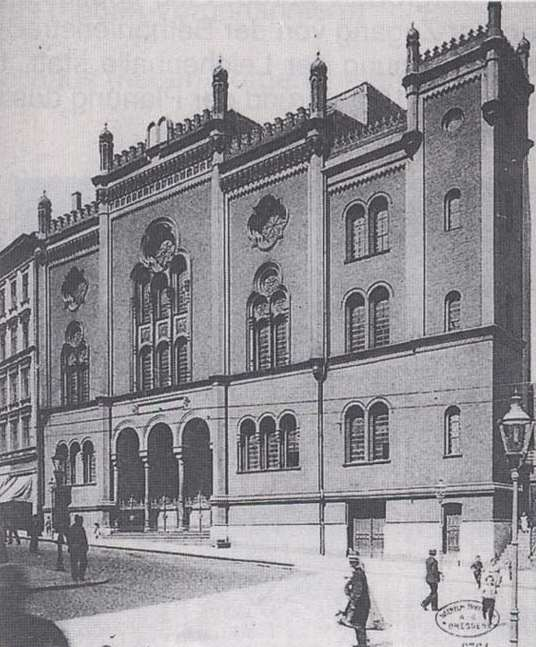
la façade divisée en cinq parties

La nouvelle synagogue est construite de façon à s'adapter à l'apparence des bâtiments voisins. La façade de la synagogue sur la Grüne Schanze est inspirée de celle de la synagogue de la Tempelgasse, à Vienne, réalisée par Ludwig Förster dans les années 1854-1858. Celle-ci est divisée en cinq parties de différentes hauteurs, avec l'entrée principale, en léger avant-corps, comprenant un portique à trois arcades. La corniche, formée d'une frise multiélément supportée par des arcades délicates, est surmontée en chacun des coins du bâtiment, par des tours de faible hauteur couverts d'un dôme, ressemblant à de petits minarets. Les Tables de la Loi en pierre couronnent le bâtiment au-dessus du portail d'entrée.  Architecturalement, la synagogue est un mélange de style mauresque associé à des éléments classiciste. La façade est en briques rouges, comme la plupart des bâtiments publics de l'époque. 
La synagogue dispose d'environ 1 600 places, 800 à 900 au rez-de-chaussée pour les hommes et 750 places pour les femmes dans les galeries au premier étage. Le dôme repose sur quatre colonnes élancées en fer, et était initialement non peint. La peinture de l'intérieur ne répond pas à un programme iconographique donné, mais est supposée donner à l'intérieur une atmosphère orientale. La synagogue possède un orgue qui a été construit par le facteur d'orgue de Stettin, Emil Kaltschmidt, sous la supervision du directeur musical de la ville, Karl Adolf Lorenz. La construction de la synagogue a coûté 200 000 marks à la communauté juive. 
L'inauguration de la synagogue a lieu le 3 mai 1875. L'office de consécration est célébré par le rabbin Abraham Treuenfels, en présence entre autres du bourgmestre de Stettin, Sternberg, du chef de la police de Stettin, von Warnstedt, et de nombreux représentants de l'église protestante. 
En 1887, le chauffage central est installé dans la synagogue, et en 1910, l'éclairage au gaz est remplacé par un éclairage électrique. La Ner Tamid (lampe éternelle) est incluse dans cet éclairage électrique. En 1893, 1900 et 1905 des modifications sont apportées aux escaliers menant aux galeries des femmes. 
En 1914 a lieu une importante rénovation. Le chauffage à vapeur défectueux et causant des dommages au bâtiment est remplacé. L'orgue est déplacé et son buffet reconstruit. Le facteur d'orgue est cette fois les établissements E. F. Walcker & Cie de Ludwigsbourg. Enfin, l'intérieur du dôme, resté non peint, est peint en bleu et or.   

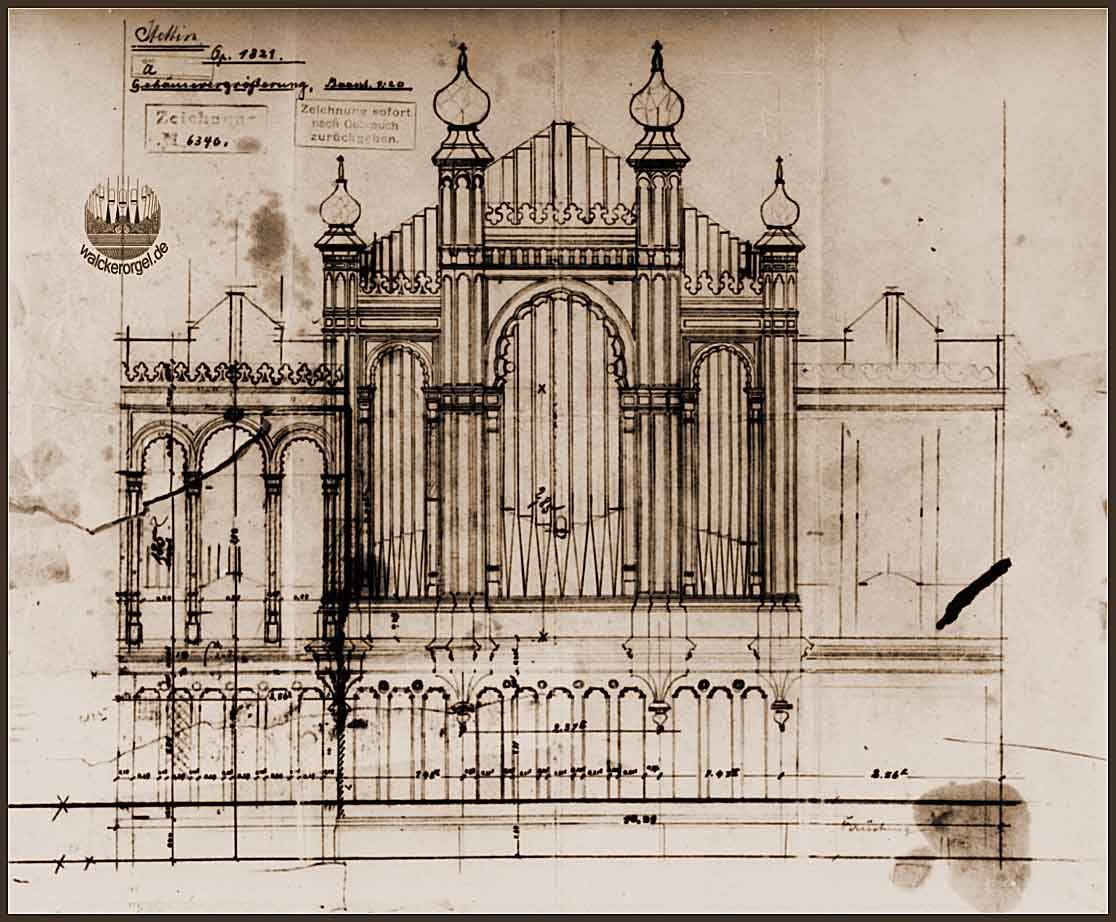
Dessin de l'orgue construit par Eberhard Friedrich Walcker en 1914
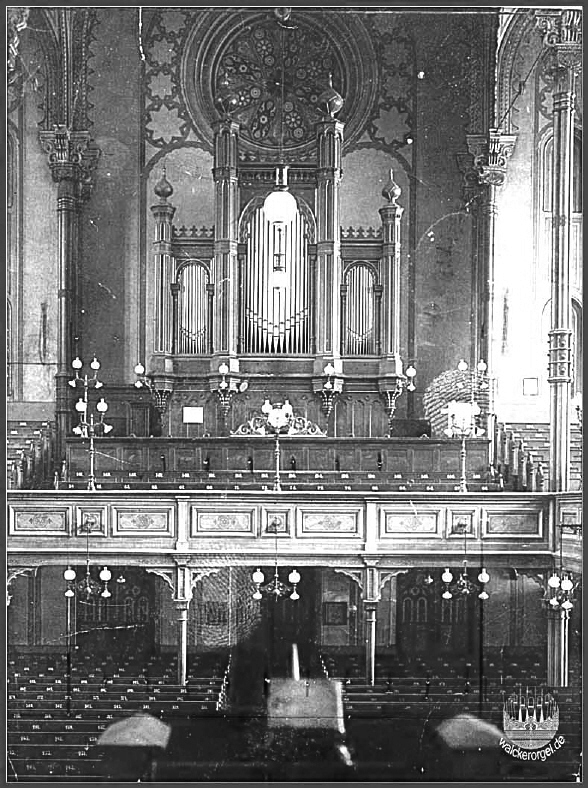
L'orgue construit par Eberhard Friedrich Walcker en 1914

Après la Première Guerre mondiale, une plaque est apposée sur la galerie occidentale, à la mémoire des 70 soldats juifs morts au front.  
Lors de la nuit de Cristal, du 9 au 10 novembre 1938, la synagogue est incendiée par les nazis. Le feu ne sera éteint que vers midi. Un membre de la communauté et le gardien de la synagogue réussissent à sauver quelques rouleaux de Torah. Les murs encore debout sont dynamités avant la fin novembre, et les ruines restantes déblayées durant l'année 1940.   
Une plaque commémorative en cuivre a été fixée en octobre 1999, à l'endroit où se situait la synagogue détruite. Cette plaque inaugurée en présence des autorités de Szczecin, du consul-général d'Allemagne et de représentants de la communauté juive, porte l'inscription suivante en polonais, allemand et anglais: 
« À la mémoire de la communauté juive qui résidait à Szczecin de 1812 à 1940.

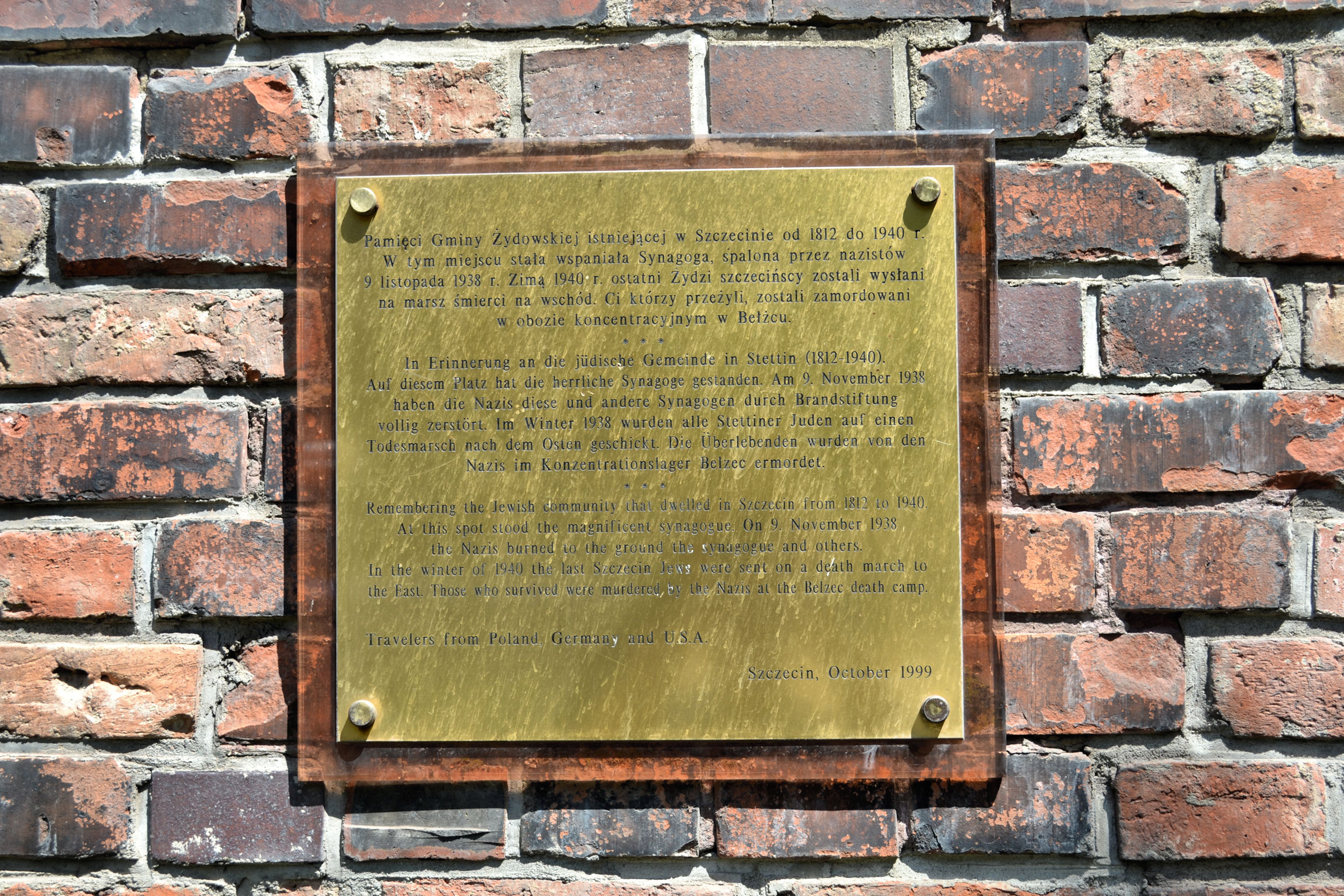
Plaque commémorative à l'emplacement de la synagogue

À cet endroit se tenait la magnifique synagogue. Le 9 novembre 1938 les nazis incendièrent entièrement cette synagogue et d'autres. 
 Pendant l'hiver de 1940, les derniers Juifs de Szczecin furent envoyés vers l'est dans une marche de la mort. Ceux qui survécurent furent assassinés par les nazis au camp de la mort de Belzec. »